# Sve je u redu
Sve je u redu peti je studijski album zagrebačkog rock glazbenika Drage Mlinarca, koji izlazi 1978.g. Produkciju radi s Nevenom Frangešom, a album objavljuje diskografska kuća Jugoton. Materijal se sastoji od osam skladbi od kojih su zapaženije "Mora da sam bio mlad", "Svi sve znaju" i "Glas s broja 514 913".

## Popis pjesama
1. "Mora da sam bio mlad" (2:59)
2. "Prasnjav prostor" (3:30)
3. "Svi sve znaju" (3:47)
4. "Glas s broja" 514 913 (5:29)
5. "Penzioneri" (4:31)
6. "Ne brini" doktore (4:24)
7. "Cirkus" (9:49)
8. "Cesta" (5:46)

## Izvođači
- Drago Mlinarec - vokal, akustična gitara, usna harmonika

### Gosti na albumu
- Neven Frangeš - klavijature
- Vedran Božić - električna gitara
- Davor Rocco - bas-gitara
- Petar Petej - bubnjevi
- Bosko Petrović - vibrafon
- Csaba Deseo - violina
- Jurica Pađen - gitara
- Dragan Brčić - bubnjevi

## Vanjske poveznice
- Diskografija Drage Mlinarca